# Langue fissurée
Pour les articles homonymes, voir Langue (homonymie).
 Mise en garde médicale
La langue fissurée, « langue crevassée » ou fissure linguale est le nom d'un type de lésion de la muqueuse de la surface supérieure de la langue. 
Elle est habituellement bénigne mais peut parfois se compliquer en cas d'infection ou inflammation des fissurations. Elle est souvent associée à une langue scrotale et, pour certains auteurs, il s'agirait de l'une des formes de la langue géographique (qui concerne 2 à 5 % de la population) et à laquelle elle est souvent associée (avec alors des zones dépapillées roses formant des taches pouvant migrer sur la langue). 
Cette affection est encore mal comprise et pourrait présenter des aspects auto-immunes, et génétique et/ou peut-être environnementaux.

## Diagnostic différentiel
Cette maladie ne doit pas être confondue avec :
- le « lichen plan buccal » (ou OLP pour « oral lichen planus »)
- certaines formes de cancer de la langue
- certaines mycoses de la bouche (ex candidose)
- la langue géographique (qui lui est parfois associée, et dont elle pourrait peut-être être l'une des formes)

## Conséquences
La langue fissurée impressionne mais est généralement bénigne 
Elle peut être doublée d'une langue géographique avec alors disparition des papilles gustatives. 
Certains patients éprouvent de la douleur, d'autres non. Cette douleur est plus ou moins permanente, souvent aggravée au contact d'épices ou condiments forts (poivre, piment, vinaigre...) ou de certains aliments chauds et/ou acides (ananas, orange, kiwi...), ou tanniques (noix, amandes, noisettes, ...) ou de certains fromages (gruyère, beaufort, ...) ou certains alcools (rouge, blanc, rosé, sec ou moelleux). Ce type de douleur peut aussi être due à une mycose (candidose buccale).

## Causes, origines
Cette maladie est connue depuis longtemps mais encore mal comprise (causes éventuellement multiples pas encore identifiées). 
- une origine génétique ou en partie génétique (prédisposition) existe dans certains cas.

- Il semble parfois s'agir d'une « manifestation buccale d'un psoriasis »[3],[4]. En effet les personnes psoriasitiques ont plus de risques d'aussi développer une langue géographique.

- Des carences vitaminiques (carence en vitamines du groupe B) ou une anémie ferriprive (chez la personne âgée[5]) ou des causes environnementales (type allergies) sont possibles dans la mesure où cette affection est souvent associée à une langue géographique[6].

- Aucun facteur infectieux ou nerveux systématique n'a pu à ce jour être mis en évidence, et le tabagisme ne semble pas être impliqué[7].

## Évolutions
Des phases d'exacerbation et de rémissions peuvent éventuellement se succéder.

## Prévalence
La prévalence de cette affection est encore mal connue, mais semble varier selon les régions du monde. 
Chez 3611 écoliers du Minnesota 1,41 % des enfants présentaient une langue géographique, avec des fissures de la langue chez 1,08 % de ces 3611 enfants (soit une prévalence plus faible que dans d'autres études), sans différence nette selon âge et le sexe. Trois des enfants avaient à la fois la langue fissurée et une langue géographique.
35,11 % d'écoliers hongrois examinés présentaient des lésions de la langue ; les fissures étaient les lésions les plus courantes (29,2 % des cas de lésions, plus fréquentes chez les garçons et chez les enfants plus âgés). La Langue géographique touchait 5,7 % des enfants, des garçons plus souvent, avec un risque plus élevé de langue fissurée (44,82 % des cas de langue géographique présentaient aussi des fissures).
Selon les pays, 15 % à 50 % des cas de langue géographique présenteraient aussi une langue fissurée ou scrotale,

## Traitement
Ils sont à ce jour symptomatiques, c'est-à-dire qu'ils ne peuvent servir qu'à améliorer certains symptômes gênants.